# Amy Adams (Politikerin)

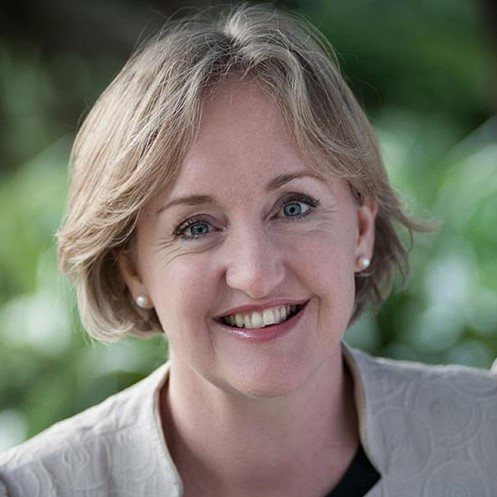
Amy Adams (2014)

Amy Juliet Adams (Geburtsname: Milnes; * 19. Mai 1971 in Auckland) ist eine neuseeländische Politikerin der New Zealand National Party (NP), die unter anderem von 2008 bis 2020 Mitglied des Repräsentantenhauses sowie mehrmals Ministerin war. 

## Leben
Amy Juliet Adams wuchs nach der Scheidung ihrer Eltern mit ihrer Schwester bei ihrer Mutter auf und besuchte das Rangitoto College an der Nordküste von Auckland, wo die spätere Abgeordnete und Ministerin Louise Upston zu ihren Schulfreundinnen gehörte. Anschließend begann sie ein Studium der Rechtswissenschaften an der University of Canterbury, welches sie mit einem Bachelor of Laws (LL.B.) mit Auszeichnung abschloss. Daraufhin war sie erst als Rechtsanwältin in Invercargill sowie im Anschluss Partnerin der Anwaltskanzlei „Mortlock McCormack“ in Christchurch. 
Bei der Parlamentswahl am 8. November 2008 wurde Amy Adams für die Nationale Partei NP (New Zealand National Party) im Wahlkreis „Selwyn“ erstmals zum Mitglied des Repräsentantenhauses gewählt, dem sie nach ihren Wiederwahlen 2011, 2014 und 2017 bis zum 17. Oktober 2020 angehörte. Zu Beginn ihrer Parlamentszugehörigkeit war sie zwischen dem 9. Dezember 2008 und dem 1. Juli 2009 Mitglied des Ausschusses für Finanzen und Ausgaben sowie zwischen dem 9. und dem 17. Dezember 2008 kurzzeitig Mitglied des Ausschusses für Verkehr und Arbeitsbeziehungen. Daraufhin war sie vom 17. Dezember 2008 bis 11. Februar 2009 zunächst Mitglied des Ausschusses zur Überprüfung der Vorschriften, dessen stellvertretende Vorsitzende sie zwischen dem 11. Februar und dem 30. Juni 2009 war, ehe sie vom 30. Juni 2009 bis zum 13. April 2011 abermals dem Ausschuss zur Überprüfung der Vorschriften als Mitglied angehörte. Sie fungierte zudem vom 1. Juli 2009 bis zum 9. Juni 2011 als stellvertretende Vorsitzende des Ausschusses für Finanzen und Ausgaben sowie zwischen dem 1. April 2010 und dem 20. Oktober 2011 als Vorsitzende des Ausschusses für Wahlgesetzgebung. Ferner gehörte sie vom 13. April bis zum 20. Oktober 2011 dem Ausschuss für Justiz und Wahlen als Mitglied und war darüber hinaus zwischen dem 9. Juni und dem 20. Oktober 2011 Vorsitzende des Ausschusses für Finanzen und Ausgaben.

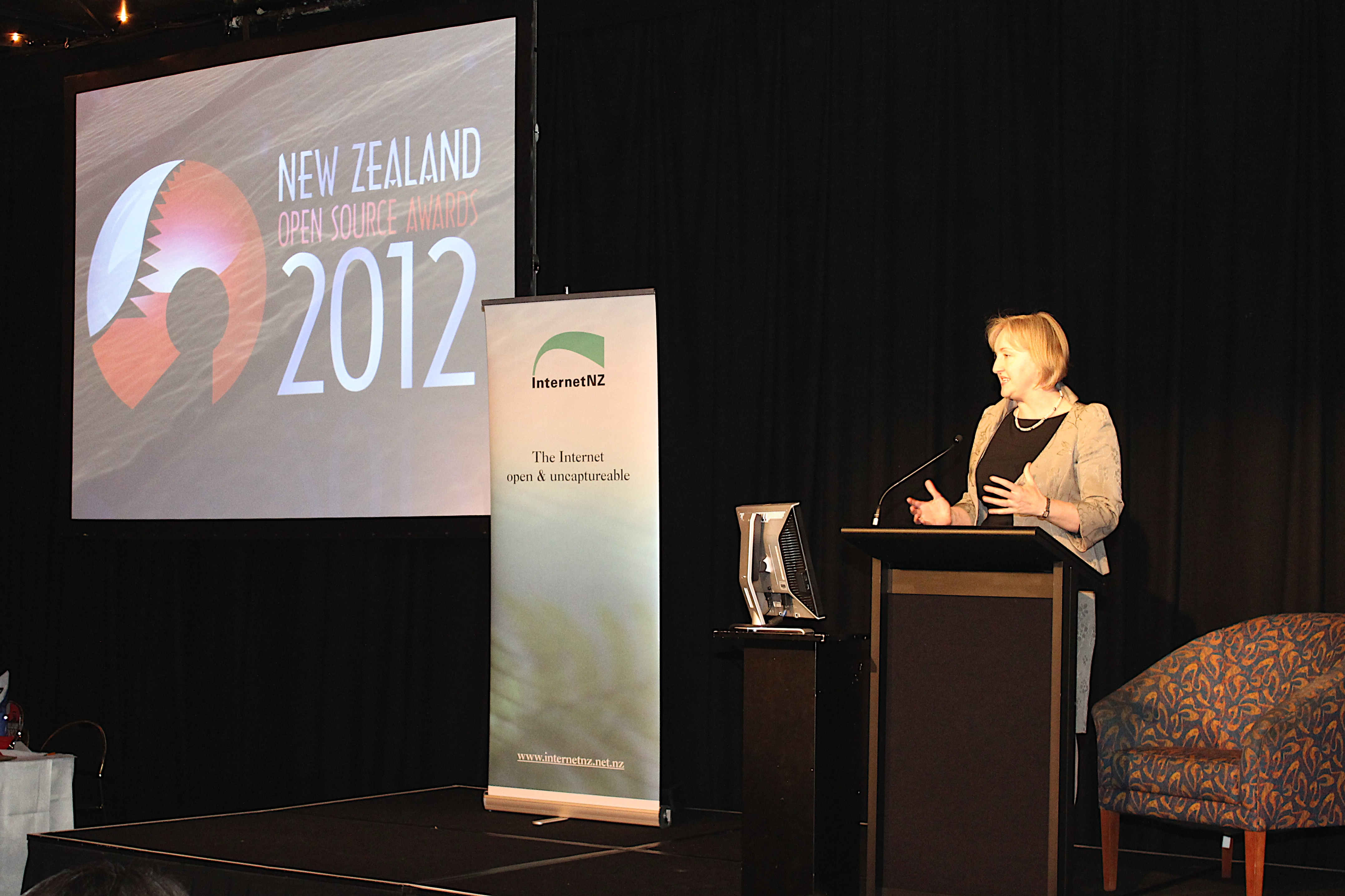
Ministerin Adams bei der Eröffnung der Open Source Awards 2012 in Wellington am 7. November 2012.

Im Kabinett Key II bekleidete Amy Adams zwischen dem 14. Dezember 2011 und dem 7. Oktober 2014 das Amt der Ministerin für Kommunikation und Informationstechnologie. Zugleich war sie vom 14. Dezember 2011 bis zu ihrer Ablösung durch Chris Tremain am 3. April 2012 Innenministerin sowie im Anschluss als Nachfolgerin Nick Smith zwischen dem 3. April 2012 und dem 7. Oktober 2014 schließlich Umweltministerin. Daneben fungierte sie vom 14. Dezember 2011 bis zum 6. Oktober 2014 stellvertretende Ministerin für die Erdbebenhilfe nach dem Darfield-Erdbeben von 2010, dem sogenannten „Canterbury Earthquake“, sowie zwischen dem 29. und dem 31. Januar 2013 kurzzeitig amtierender Ministerin für Naturschutz. Im darauf folgenden Kabinett Key III fungierte sie zwischen dem 8. Oktober 2014 und dem 20. Dezember 2016 zeitgleich in Personalunion als Justizministerin, Ministerin für Gerichte, Ministerin für Rundfunk sowie als Kommunikationsministerin.
Im anschließend gebildeten Kabinett English übernahm Amy Adams vom 12. Dezember 2016 bis zum 26. Oktober 2017 weiterhin die Ämter als Justizministerin sowie als Ministerin für Gerichte und war des Weiteren zwischen dem 20. Dezember 2016 und dem 26. Oktober 2017 darüber hinaus Ministerin für sozialen Wohnungsbau. In dieser Zeit fungierte sie vom 20. Dezember 2016 und dem 26. Oktober 2017 als stellvertretende Finanzministerin.
Nachdem nach der Parlamentswahl 2017 die National Party nicht mehr an der Regierung beteiligt war, fungierte Amy Adams zwischen dem 3. November 2017 und dem 12. März 2018 als Sprecherin der NP-Fraktion für Justiz und war zugleich vom 15. November 2017 bis zum 21. März 2018 stellvertretende Vorsitzende des Justizausschusses, zwischen dem 6. Dezember 2017 und dem 6. September 2020 Mitglied des Ausschusses für Privilegien und des Weiteren vom 1. Februar bis zum 23. Mai 2018 Mitglied des Ausschusses für Nachrichtendienst und Sicherheit. Sie übernahm ferner zwischen dem 12. März 2018 und dem 25. Juni 2019 die Funktion als NP-Sprecherin für Finanzen und gehörte vom 21. März 2018 und dem 24. September 2019 außerdem dem Ausschuss für Finanzen und Ausgaben als Mitglied. Im Schattenkabinett des NP-Vorsitzenden Simon Bridges übernahm sie zwischen dem 22. Januar und dem 25. Juni 2019 die Funktion als „Schatten-Generalstaatsanwalt“. Darüber hinaus war sie vom 23. Mai 2019 bis zum 6. September 2020 Mitglied des Ausschusses für Nachrichtendienst und Sicherheit, zwischen dem 24. Juli 2019 und dem 27. Mai 2020 Mitglied des Ausschusses für Primärproduktion sowie vom 8. August 2019 bis zum 6. September 2020 stellvertretende Vorsitzende des Ausschusses für Abtreibungsgesetzgebung. Zuletzt war sie außerdem zwischen dem 25. Mai bis zum 16. Juli 2020 Sprecherin für die Maßnahmen nach der COVID-19-Pandemie in Neuseeland sowie vom 2. bis 16. Juli 2020 Sprecherin der NP-Fraktion für eine Drogenreform. Am 2. März 2022 übernahm sie von Susan McCormack den Posten als Kanzlerin der University of Canterbury.
Aus ihrer Ehe mit Don Adams gingen zwei Kinder hervor.